# Santibáñez del Val
Santibáñez del Val è un comune spagnolo di 43 abitanti situato nella comunità autonoma di Castiglia e León.